# Louis Cattiaux
Louis-Ghislain Cattiaux (Valenciennes, 17 agosto 1904 – Parigi, 16 luglio 1953) è stato un poeta e pittore francese.Abbandonò quasi totalmente la pratica della pittura per consacrarsi alla redazione della sua opera principale Il Messaggio Ritrovato - ovvero l'orologio della Notte e del Giorno di Dio.

## Biografia
Louis Cattiaux nasce a Valenciennes il 17 agosto 1904. Perde sua madre alla nascita e viene cresciuto dalla sorella maggiore trascorrendo un'infanzia poco felice. Nel 1914 entrambi vengono evacuati in area parigina e Louis Cattiaux entra nel pensionato Hanley.
Dopo la guerra del 1914/18, si arruola nell'esercito di occupazione del Reno e nel 1922 si prepara ad entrare nelle Arti e Mestieri a Parigi. Nel 1928, soggiorna per un certo periodo in Africa (Dahomey), dove lavora come impiegato in un'impresa commerciale. Deluso ed ammalato, rientra in Francia portando con sé una serie di dipinti ed acquerelli. A partire da quel momento si dedica sempre più alla pittura e comincia a frequentare gli ambienti letterari ed artistici d'avanguardia.
Nel 1932 sposa Henriette Péré con cui si stabilìsce al n. 3 della rue Casimir Périer a Parigi, dove danno vita ad una galleria d'arte chiamata Gravitations in onore del poeta Jules Supervielle.
Vivono un’esistenza difficile e in povertà. Appassionato di alchimia, Cattiaux trascorre moltissimo tempo alla Bibliothèque de l'Arsenal, luogo privilegiato del sapere e ricchissimo di manoscritti anche inediti. La moglie, nel frattempo, lavora per assicurare un minimo sostegno economico alla loro vita e per questo Louis Cattiaux le mostra sempre grande devozione.
Nel 1934 firma il manifesto del Transhylisme con una serie di artisti: Jean Marembert, Pierre Ino etc., Louis de Gonzague-Frick et Jules Supervielle.
A partire dal 1936 l’interesse di Cattiaux si orienta verso l’alchimia. Abbandonerà, dunque, quasi totalmente la pittura per consacrarsi alla stesura della sua opera Il Messaggio ritrovato o l’orologio della Notte e del Giorno di Dio.
Il 16 luglio 1953, Louis Cattiaux lascia inaspettatamente e prematuramente questo mondo in seguito ad una malattia fulminante alla milza.

## Il Messaggio Ritrovato
Nel 1946, Louis Cattiaux pubblica a proprie spese i primi dodici capitoli del Messaggio ritrovato con la prefazione di Lanza del Vasto. Poi, fino alla morte, continua a scrivere nuovi capitoli che definisce “libri”.
Nel settembre 1948, René Guénon pubblica, nel n° 270 della rivista Études Traditionnelles, una recensione del Messaggio Ritrovato che termina con queste parole:
« Noi non sappiamo cosa degli “specialisti” dell’ermetismo, ammesso che ve ne siano ancora di veramente competenti, potrebbero pensare di questo libro e se lo apprezzerebbero; ma è certo che è ben lungi dall’essere banale e che merita di essere letto e studiato con cura da tutti coloro che si interessano a questo aspetto della tradizione ».
Nel 1956, a Parigi, vede la luce la prima edizione del Messaggio ritrovato per l’edizione Denoël con una presentazione al lettore di Emmanuel e Charles d’Hooghvorst.
Una seconda edizione viene pubblicata a Bruxelles (Ed. Rossel) nel 1978.
Parallelamente vengono pubblicate varie traduzioni in Spagna, Italia, Germania, Brasile, etc.
Il Messaggio ritrovato si presenta come sentenze o versetti disposti su due colonne (a volte su tre) ed è diviso in 40 libri o capitoli. Quest’opera, che l’Autore ha scritto in quindici anni, è frutto della sua esperienza spirituale.
Ogni capitolo è preceduto e concluso da due citazioni tratte dalle Sacre Scritture di tutte le nazioni. Il Messaggio ritrovato rappresenta il capolavoro di Louis Cattiaux.
Questi aforismi o versetti trattano vari argomenti, ognuno in modo autonomo, ma formano comunque un insieme omogeneo sulle domande fondamentali dell’esistenza umana. Il Messaggio ritrovato usa un linguaggio particolare, non tratta in modo sistematico alcun argomento, asserisce mediante delle massime.

## Opere
Nel 1938 comincia a scrivere Il Messaggio perduto, che poi diventerà Il Messaggio ritrovato. Contemporaneamente espone a più riprese le sue opere alla Galerie Berthe Weill.
Nel 1942 partecipa al Salon des Tuileries in occasione dell'esposizione Étapes du nouvel art contemporain organizzata da Gaston Diehl.
Nel 1944 dipinge un autoritratto per Le Message Retrouvé e allaccia rapporti di amicizia con Lanza del Vasto di cui dipinge un ritratto.
Nel 1945 vedono la luce Les Poèmes du fainéant (I Poemi del nullafacente). Ma Cattiaux desidera soprattutto dedicarsi alla ricerca ed alla redazione del Messaggio ritrovato: e infatti nel 1946 a Parigi, a sue spese, ne vengono pubblicati i primi dodici capitoli.
Sempre nel ’46 Cattiaux comincia a redigere la Fisica e Metafisica della Pittura ed espone i suoi dipinti a Valenciennes.
Nel 1947 intrattiene una corrispondenza epistolare con Jean Rousselot e René Guénon.
Grazie ad una recensione di quest’ultimo del Messaggio ritrovato, pubblicata nel 1948 sulla rivista Études Traditionelles, Louis Cattiaux nel 1949 entra in contatto con Emmanuel d’Hooghvorst, autore di Le Fil de Pénélope. Questo fatto segnerà l’inizio di uno stretto rapporto tra di loro come anche con Charles d’Hooghvorst, fratello minore di Emmanuel. Da qui ha inizio un’intensa corrispondenza dalla quale sono estratti i frammenti pubblicati nel Florilège Cattésien.
Nel 1950 invia al Salon d’Automne a Parigi due delle sue opere: Maria Paritura e Les Trois Nuit de l’Être che vengono accettate dalla giuria ed iscritte a catalogo ma — con grandissima delusione di Cattiaux — mai esposte. 
Nel 1951, sulla rivista poetica Le Goéland di Théophile Briant, Louis Cattiaux pubblica un tributo necrologico a René Guénon. In particolare dice: “Ha veramente preparato le vie del Signore ricordando la trascendenza universale della rivelazione divina e denunciando senza mai esitare le due perversioni della Scienza di Dio che sommergono il mondo attuale, cioè l’occultismo tenebroso e, dall’altra parte, la scienza profana”. Conclude l’elogio funebre con queste parole: “René Guénon non è morto e la sua opera giunge al mondo nonostante lo straordinario pudore che egli ha sempre manifestato per tutto ciò che riguardava la divulgazione della sua personalità. Io non penso di tradire il suo pensiero lasciandolo esprimere grazie alla pubblicazione di qualche estratto delle sue lettere in questa rivista che gli è vicina. Avendo costantemente esplorato la fonte della vita rivelata, è giusto ora che la vita lo illumini della sua dolce e veritiera luce”.
Nel 1952 Cattiaux soggiorna a Cassis dove realizza l’ultima importante serie di dipinti: da questo momento in poi, infatti, si dedica interamente alla ricerca dell’Assoluto.
Come detto, il 16 luglio 1953, Louis Cattiaux lascia questo mondo.
Nel 1954, Les Poèmes du fainéant et les poèmes alchimiques, tristes, zen, d'avant, de la résonance, de la connaissance di Louis Cattiaux vengono pubblicati postumi dal Cercle du Livre.
Sempre nel 1954, la rivista svizzera Les Cahiers Trimestriels Inconnues no 9 pubblica degli estratti del suo saggio sulla pittura Physique et Métaphysique de la Peinture, così come un articolo di Emmanuel d’Hooghvorst intitolato Le Message Prophétique de Louis Cattiaux.
Nel 1956 compare per la prima volta l’edizione completa del Messaggio Ritrovato nell’Edizione Denoël. 
Nel 1999 c’è stata una conferenza interamente dedicata a Cattiaux e al Messaggio Ritrovato, organizzata alla Sorbona di Parigi nel contesto della Cattedra del Canseliet.
Oggi le opere di Louis Cattiaux contano in tutto (grazie soprattutto alle numerose riedizioni e traduzioni del Messaggio Ritrovato) più di venti edizioni. È stato tradotto in francese (da Dervy e Éditions Beya), castigliano (El Mensaje Reencontrado, Sirio), catalano (El Missatge Retrobat, Obelisco), italiano (Il Messaggio Ritrovato, Mediterranee), tedesco (Die wiedergefundene Botschaft, Herder), inglese (The Message Rediscovered, Beya), portoghese (A Mensagem Reencontrada, ed. Madras).

### Studi dedicati all’opera di Louis Cattiaux
- « Florilège Épistolaire » nel :  Raimon Arola, Croire l'incroyable, ou L'Ancien et le Nouveau dans l'Histoire des religions, Éditions Beya, Grez-Doiceau (Belgio), 2006, ISBN 2-9600364-7-6.
- Articolo di René Guénon su Le Message Retrouvé di Louis Cattiaux, comparso negli Études traditionnelles a settembre 1948, riedito in : Paris - Le Caire, correspondance entre Louis Cattiaux et René Guénon, n° spéciale delle Éditions du Miroir d'Isis, annexe 2, pp. 127 e 128, Wavre, ottobre 2011, ISBN 978-2-917485-02-6.
- Ces Hommes qui ont fait l'alchimie au xxe siècle : Louis Cattiaux, Emmanuel d'Hoogvorst…, Dubois, Grenoble, 1999, ISBN 2-84461-007-2.
- Conférence donnée en 1999 à la Sorbonne sur Louis Cattiaux lors du Colloque Eugène Canseliet
- « Louis Cattiaux et son Message Retrouvé » in Mohammed Taleb, Nature vivante et Âme pacifiée, La Bégude de Mazence, Arma Artis, 2014, ISBN 978-2-87913-166-5.